# Hellmuth Ulrici

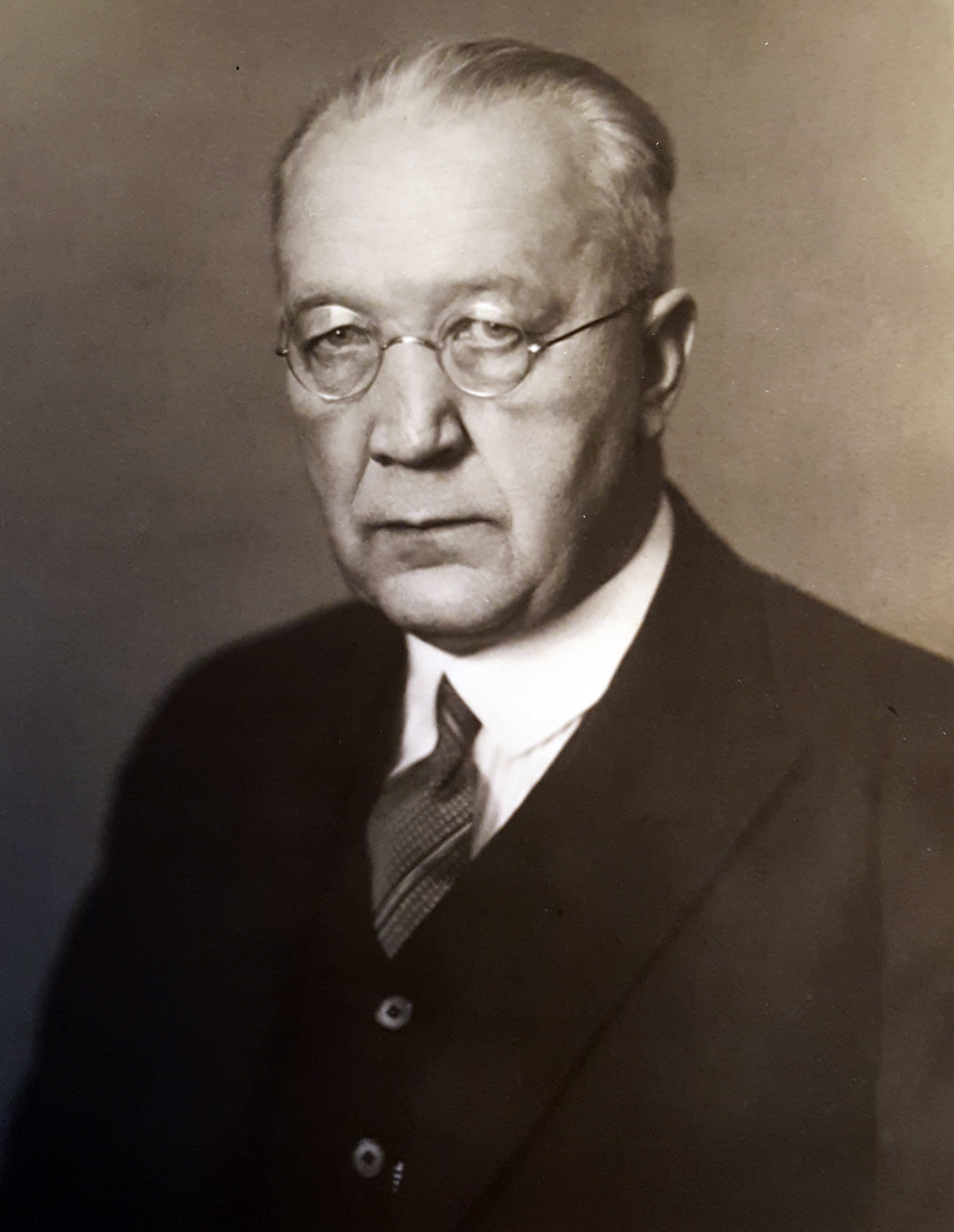
Professor Dr. med. Hellmuth Ulrici, Chefarzt der Lungenheilklinik für Tuberkulose in Sommerfeld bei Kremmen

Hellmuth Ulrici (* 28. Oktober 1874 in Seelow; † 25. August 1950 in Berlin) war ein deutscher Arzt und Klinikdirektor.

## Leben
Hellmuth Ulrici wurde in der brandenburgischen Kleinstadt Seelow geboren. Nach dem Abitur studierte er Medizin in Marburg. Seine Assistenzzeit verbrachte er am Pharmakologischen Institut der Universität Marburg. Von 1901 bis 1903 war er an einer Klinik in Halle/Saale tätig. Er spezialisierte sich auf Lungenkrankheiten und insbesondere Tuberkulose. 

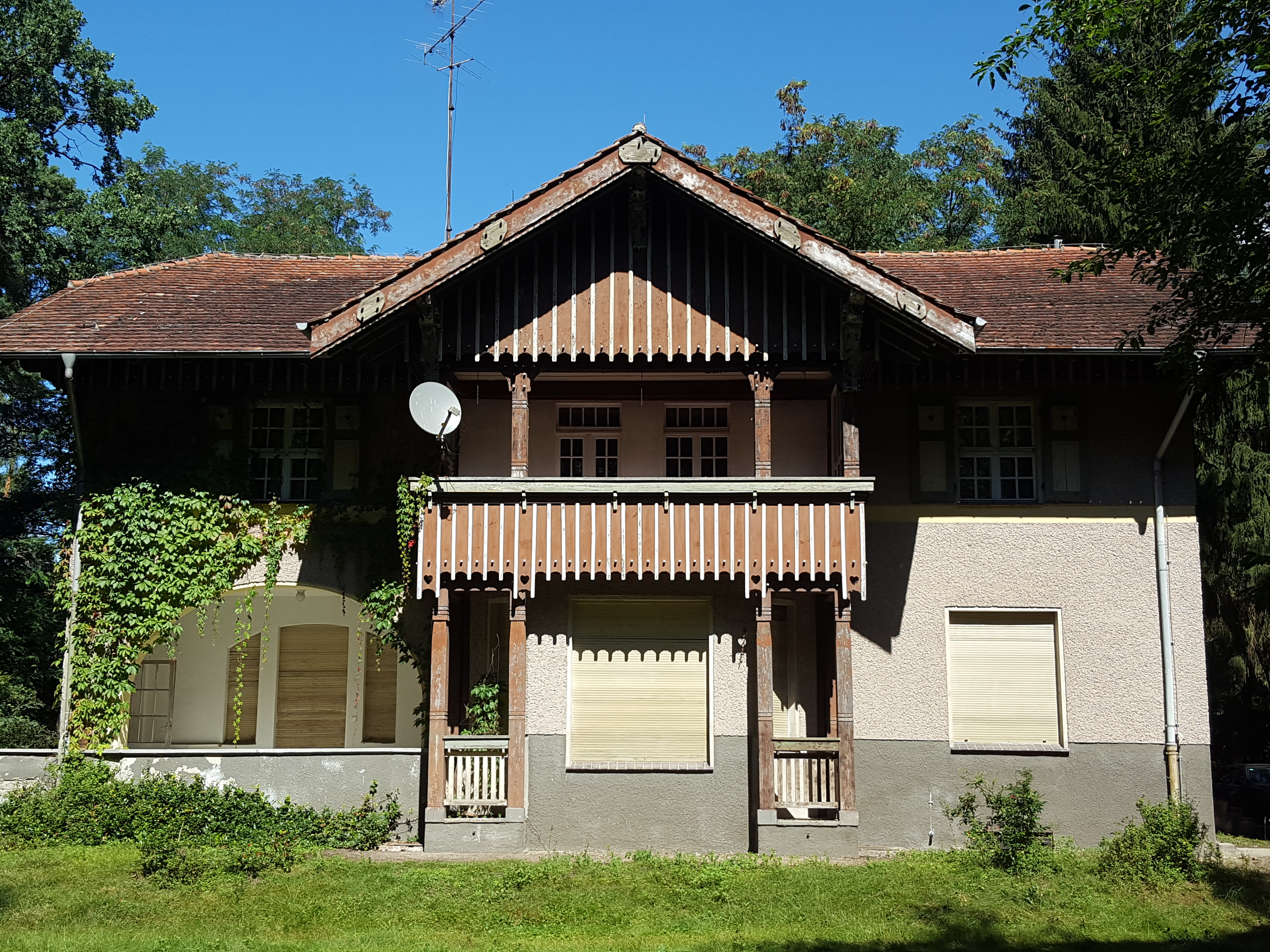
Ulrici-Villa in Sommerfeld über Kremmen, Parksituation, Ansicht von Süden

Von 1907 bis 1912 war er als Chefarzt der Heilstätte Müllrose in Brandenburg beschäftigt. Beim Aufbau des Tuberkulosekrankenhauses „Waldhaus Charlottenburg“ in Sommerfeld bei Kremmen, die von Architekt Heinrich Seeling erbaut wurde,  wurde er als Berater hinzugezogen. Diese Spezialklinik für Tuberkulosepatienten, die seit 1964 seinen Namen trägt, leitete er von ihrer Eröffnung im Februar 1914 bis zum Ende des Zweiten Weltkrieges. Von 1925 bis 1928 wurde die Klinik auf über 450 Betten baulich erweitert.
Die Spezialklinik wurde auch von namhaften Persönlichkeiten in Anspruch genommen. Im Sommer 1934 wurde beispielsweise der todkranke Joachim Ringelnatz in der Klinik behandelt. Seit 1995 steht das Gebäudeensemble unter Denkmalschutz.
Zur Zeit des Nationalsozialismus gehörte er ab 1933 dem Reichsgesundheitsrat an. Während des Zweiten Weltkrieges war er zudem Oberstabsarzt und leitete ab dem 16. Mai 1944 für zwei Tage „die Fachgruppe Tbc auf der vierten Arbeitstagung Ost der Beratenden Militärärzte im SS-Lazarett Hohenlychen“.
Hellmuth Ulrici starb im August 1950 im Alter von 75 Jahren in Berlin.

## Veröffentlichungen
- 1924: Diagnostik und Therapie der Lungen- und Kehlkopftuberkulose, Berlin.
- 1948: Der praktische Arzt und die Tuberkulose, Berlin.